# Belgisk sporthäst
Den belgiska sporthästen (fr:Cheval de Sport Belge), är en hästras som härstammar från Belgien. Rasen har sin grund i gamla belgiska militärhästar och utvecklades för att vara en sporthäst med talanger inom alla ridsportens discipliner. Idag utmärker sig rasen inom hoppningen, och även något inom dressyr och fälttävlan. Rasen är atletisk och spänstig med god exteriör. 

## Historia
Under början av 1900-talet utvecklades en speciell typ av halvblodshäst i Belgien som skulle användas till militärt bruk och som kavallerihäst. Basen i dessa hästar var mycket tunga Brabanthästar som korsades med lättare engelska fullblod och franska ridhästar som Selle francais. 1920 startades "Society for Encouraging the Breeding of Horses for the Army" där hästarna registrerades och som även uppmuntrade privata uppfödare att avla hästar åt armén. Rasen användes nästan uteslutet av armén ända fram till andra världskriget. Under 1930-talet började efterfrågan på hästar minska från arméns sida och föreningen bytte namn till "Royal Belgian Halfblood Society". Man koncentrerade sig då främst på tyngre ridhästar.  
Efter andra världskriget ersattes hästarna helt av motorer, traktorer och mekaniska maskiner, så även inom armén. Istället ökade intresset för ridsport kraftigt över hela världen och de belgiska uppfödarna använde militärhästarna som bas för en ny sportigare häst. Man valde ut de bästa exemplaren som man sedan korsade med välkända ston och hingstar som importerades från grannländerna, bland annat Selle francaishästar från Frankrike, Hannoveranare från Tyskland, holländska varmblod från Nederländerna och högklassiga engelska fullblod från Storbritannien. 
Under hela 1960-talet utövades en strikt selektiv avel av dessa avkommor för att fastställa typen på rasen som då enkelt kallades Belgiskt halvblod. Rasens förening bytte så småningom namn till "Royal Belgian Sport Horse Society" men bytte redan 1991 namnet igen till Studbook sBs och man fokuserade sig på att avla på hästar som visade resultat inom ridsporten. Idag är den belgiska sporthästen vanlig bland toppryttare, inte bara från Belgien. Rasen har haft stora framgångar inom hoppning och har även utmärkt sig i fälttävlan och dressyr. Idag kan avkommor från belgiska varmblod och hästar från Zangersheide-stuteriet även registreras som belgiska sporthästar. 

## Egenskaper
Den belgiska sporthästen är en mycket atletisk och talangfull ras av halvblodstyp. Hästarna bedöms alltid av både en representant från sBs och en veterinär och för att registreras måste hästen visa atletiska förmågor, vara lugn och lätthanterlig under sadel och visa en god exteriör. Rasen har ett mycket atletiskt utseende med slanka, men muskulösa linjer, ett finskuret huvud med rak noprofil och starka ben. 
Den belgiska sporthästen kan vara alla hela färger utom black, men det är vanligast med bruna eller fuxfärgade hästar. I regel är de belgiska sporthästarna mellan 160 och 170 cm i mankhöjd men detta varierar något. 